# El Chorro de Maita
El Chorro de Maita é um sítio arqueológico de um assentamento indígena pré-colonial, que sofreu intervenções europeias durante o colonialismo espanhol. O sítio está localizado nas encostas do monte de Yaguajay, na cidade cubana de Banes.

## História

### Origem e declínio
Através dos estudos, foi constatado que o assentamento foi criado durante o século XIII. E, após o contato com os espanhóis, sua população sofreu com o sistema de encomienda (trabalho forçado em troca de introdução religiosa e civilizatória).
Por volta de 1510, os sepultamentos no cemitério indígena do assentamento se intensificaram após o contato com europeus, e sofreram alterações culturais no modo de sepultar seus mortos, provenientes da introdução forçada do cristianismo; e seguiu até meados do século.

### Descoberta
No ano de 1927, o sítio foi mencionado por um entusiasta por arqueologia, residente de Holguín, chamado José Garcia Castañeda. Entre 1941 e 1942, o arqueólogo Irving Rouse estudou o local e encontrou fragmentos de vidros e cerâmicas; e entre 1986 e 1988, o Departamento de Arqueologia Centro-Leste de Holguín fez estudos na região, onde foram encontrados artefatos de origem europeia e um grande cemitério no centro do assentamento.

## Características
Foram escavados 133 sepultamentos, onde descobriram restos mortais de indivíduos nativos de diversas regiões de Cuba e do Caribe, dois mestiços (um branco e indígena; e um branco e negro), e um indivíduo do oeste de África. Foram encontrados, com alguns indivíduos, ornamentos feitos de coral, resina, metal (ouro e cobre), pedra, entre outros materiais. Poucos indivíduos foram encontrados na posição fetal, sepultamento tradicional dos nativos. A maioria dos indivíduos foram sepultados em posição estendida e com vestimentas, um padrão do cristianismo.